# Ricardo Cano Gaviria
Ricardo Cano Gaviria (1946 - ) escritor hispano-colombiano nacido en Medellín (Colombia). Residente en España desde 1970, codirigió durante varios años la revista española Hora de Poesía con su mujer, Rosa Lentini, con quien fundó en 1997 Ediciones Igitur, en Barcelona. 
Ha colaborado en periódicos y revistas como El País, La Vanguardia, El Espectador, El Tiempo, Eco, Quimera, Revista de Occidente, El Viejo Topo, Revista de la Universidad de Antioquia, El Malpensante, entre otros. Ha traducido al español a autores como Flaubert, Larbaud, Mandiarges, Valéry, Mallarmé, Nerval, M. de Guérin, entre otros. 
Textos y libros suyos han sido publicados en italiano, francés, portugués y alemán. 

## Algunas opiniones sobre su obra
"[...] Ricardo Cano Gaviria es el autor de una de las novelas mejor construidas y armadas de la literatura hispanoamericana contemporánea después de José Bianco, Una lección de abismo."
Adolfo Castañón, America sintaxis, p 158.
“El empeño, por demás logrado, en definir un tiempo para que los personajes se muevan en sus márgenes es lo que hace de Una lección de abismo una obra perdurable, capaz de mantener su frescura a través de los años."
Horacio Vázquez Rial. El observador, 1996.
“Uno de los aspectos más originales de Una lección de abismo, expresión de su intransigente calidad, es que pese a ser una novela esencialmente dinámica en su estructura, en un  desarrollo que nos lleva continuamente de un anticlímax a un nuevo clímax, y en la dramática naturaleza de sus conflictos, está sumida en una extraña quietud.”
Juan A. Masoliver Ródenas, La Vanguardia, Barcelona. 
“En su vertiginoso ir y venir, las cartas dibujan de manera incomparable la figura del lector que escribe, de quien lee y se apresura a escribir de inmediato para ser, a su vez, leído, proponiendo una interpretación de los hechos que resulta, igualmente, interpretable, eslabón en una cadena de marcos superpuestos o entrecruzados.”
Eduardo Jaramillo-Zuluaga. Boletín cultural y bibliográfico. Bogotá.
"...Cano Gaviria desea activar una escritura de la periferia, de la mirada acechante para --desde allí-- preguntarse por la condición de lo latinoamericano, sin cerrazones ideológicas o determinismos geográficos que conviertan la escritura en un coto cerrado a la lujuria de la creación, un compartimento estanco en el que sólo ciertos temas están permitidos, haciendo del ejercicio de la literatura en nuestros países una suerte de loa a lo nacional, al locus amenus de la América soñada por los adalides de la causa del americanismo."
Juan Felipe Robledo. Ricardo Cano Gaviria, un escritor más allá de las fronteras  (Tesis de grado, Universidad Javeriana, 2003)
"¿Por qué un escritor nacido en Medellín, que es uno de los núcleos más fuertes del proyecto narrativo de lo regional como mejor expresión de la literatura colombiana, decide romper con una forma de hacer y comprender la literatura que en Tomás Carrasquilla tiene tal vez su mayor baluarte? ¿Por qué, para ser más precisos, esta senda que arranca de la Medellín conservadora y católica de los años sesenta para abrirse o precipitarse o extraviarse en la literatura europea de finales del siglo xix e inicios del xx? Una posible respuesta es que para convertirse en el escritor que es Cano Gaviria ha tenido que desterritorializarse. Lo cual significa poner en crisis lo que está, de hecho, ya atravesado por la crisis. Es decir, un individuo, una ciudad, un país, una cultura. Significa desestabilizar aquellos terrenos donde lo nacional se siente tan a gusto. Significa dejar entrar a la escritura otros imaginarios, otras lenguas, otras problemáticas geopolíticas, y así sugerir que Colombia es, desde que nació como país, una parte bastante azarosa y conflictiva del todo planetario. Y significa, por último, asumir un dolor, un dolor que a veces es epifánico: el dolor del perpetuo desarraigado."
"Y es que, me atrevería a decir, los personajes mayores de Cano Gaviria son desarraigados incurables. No solo el escritor Flaubert de “En busca del Moloch”; sino el filósofo suicida de El Pasajero Walter Benjamin; o los dos personajes, Héctor y Rolando, que paladean su exilio, entre desolados y felices, en La puerta del infierno; o los otros dos hombres de Una lección de abismo, Jasmin y Robert que, creyéndose jóvenes y afortunados, solo dan vueltas en torno a los vacíos del amor y la muerte. Esta coyuntura, la del desarraigo, no es fácil vivirla. El precio es por lo general muy alto. Pero sospecho que vale la pena llevarla a cabo porque de algún modo escribir a contracorriente, y si se hace bien, con la responsabilidad que genera todo acto de escritura, es decir con la certeza de que este se apoya en un estilo, resulta siendo un acto liberador. O al menos una actividad del pensamiento, del cuerpo, de la imaginación que abre el horizonte a otros caminos y a otras posibilidades de la expresión literaria. Y esta es, me permito precisarlo, otra de las razones por las cuales nosotros, los profesores del Doctorado en Literatura, propusimos el Honoris Causa a Cano Gaviria a las altas autoridades académicas de la Universidad de Antioquia. Porque su obra ayuda a quitarnos, en tanto que lectores, críticos y creadores, las incómodas cadenas que nos han impuesto los regionalismos"
Pablo Montoya, Estudios de Literatura Colombiana 45, julio-diciembre de 2019, ISSN 0123-4412, pp. 179-184

## Obra literaria
Novela
- Prytaneum, 1981
- Las ciento veinte jornadas de Bouvard y Pécuchet, 1982
- El pasajero Benjamin, 1989, Premio Navarra 1988, reeditada en 1993 como: El pasajero Walter Benjamin
- Una lección de abismo, 1991
- La puerta del infierno, 2011
- Yo, Gustave Flaubert..., 2021

Cuento
- En busca del Moloch, 1989
- El hombre que rezó a Baudelaire, 2006
- Cuando pase el ciego, 2014
- La carne es triste, 2017

Ensayo, biografía
- El Buitre y el Ave Fénix, conversaciones con Mario Vargas Llosa, 1972
- Acusados: Flaubert y Baudelaire; o de cómo, en el año 1857, Madame Bovary y Las flores del mal, fueron llevadas ante el tribunal, con el dossier completo de los procesos, 1984
- José Asunción Silva, Una vida en clave de sombra, 1992

## Premios y reconocimientos
- Premio Navarra de Novela 1988 (España) por El pasajero Benjamín
- Premio Nacional de Libro Pedro Gómez Valderrama, a la mejor novela colombiana publicada en el quinquenio 1988-1992 por Una lección de abismo.
- Doctor honoris causa en Literatura por la Universidad de Antioquia (2019)